# Nohi
Nohi è una città e sottoprefettura del Ciad situata nel dipartimento di Fada, regione di Ennedi Ovest.